# Синякина
Синякина — деревня в Тайшетском районе Иркутской области России. Входит в состав Нижнезаимского муниципального образования. Находится примерно в 18 км к северу от районного центра.

## Население
По данным Всероссийской переписи, в 2010 году в деревне проживало 48 человек (23 мужчины и 25 женщин).